# (11042) Ernstweber
(11042) Ernstweber est un astéroïde de la ceinture principale.

## Description
(11042) Ernstweber est un astéroïde de la ceinture principale. Il fut découvert le 3 novembre 1989 à La Silla par Eric Walter Elst. Il présente une orbite caractérisée par un demi-grand axe de 2,34 UA, une excentricité de 0,07 et une inclinaison de 7,5° par rapport à l'écliptique.

## Compléments